# Гайны (река)
Гайны (баш. Ғәйнә) — река в России, протекает по Башкортостану, Альшеевский район. Устье реки находится в 307 км по левому берегу реки Дёма. Длина реки составляет 19 км.

## Населённые пункты
- село Гайниямак
- Иршат
- Степановка
- Бугульминка
- Воздвиженка

## Данные водного реестра
По данным государственного водного реестра России относится к Камскому бассейновому округу, водохозяйственный участок реки — Дёма от истока до водомерного поста у деревни Бочкарёва, речной подбассейн реки — Белая. Речной бассейн реки — Кама.
Код объекта в государственном водном реестре — 10010201312111100024724.

## Топографические карты
- Лист карты N-40-74 Шафраново. Масштаб: 1 : 100 000. Состояние местности на 1991 год. Издание 1994 г.